# Птолемей XV Цезаріон
Птолемей XV Цезар Філопатор Філометор (дав.-гр. Πτολεμαίος ΙΕ' Φιλοπάτωρ Φιλομήτωρ Καίσαρ, Καισαρίων, 23 червня 47 до н. е. — 23 серпня 30 до н. е.) — останній фараон Єгипту, син єгипетської цариці Клеопатри і Гая Юлія Цезаря.

## Біографія

### Народження Цезаріона
Після перемоги в  Александрійської війні Цезар став безперечним господарем Єгипту. З Клеопатрою він познайомився в жовтні 48 року (див. Килим Клеопатри). За цим послідувала спільна подорож Цезаря і Клеопатри по Нілу на 400 кораблях, що супроводжувалося гучними святкуваннями. Ймовірно, в квітні  47 року до н. е. Цезар покинув  Александрію.
Влітку 46 року до н. е. Клеопатра була викликана Цезарем в Рим, де жила в розкоші до його вбивства 15 березня 44 року до н. е.; через місяць після березневих ід вона відплила на батьківщину.
Вважається, що Клеопатра народила сина в 47 році до н. е. (вказують навіть конкретний день 23 Пайн (23 червня), проте деякі вчені пов'язують його народження з періодом її перебування в Римі.

### Питання батьківства
Достовірних доказів того, що Цезаріон був сином Юлія Цезаря, немає; сучасні історики продовжують обговорювати це питання. Цезар офіційно не визнав дитину своєю, і сучасники майже нічого не знали про нього до вбивства диктатора. Після березневих ід, коли син Клеопатри був обійдений в заповіті диктатора, деякі цезаріанці (зокрема, Марк Антоній) спробували домогтися його визнання спадкоємцем замість Октавіана. Через пропагандистську кампанію, що розгорнулася навколо питання батьківства Цезаріона, встановити його спорідненість з диктатором важко. Також варто відзначити, що взагалі дітей, не рахуючи єдиної дочки  Юлії, у диктатора не було ні від однієї з дружин.
Античні автори не були цілком впевнені, чи був Цезар дійсно батьком хлопчика.
- Плутарх, в біографії Цезаря який стверджує, що Цезаріон дійсно народжений від диктатора, в біографії Антонія вже більш нерішучий і пише там лише про те, що це так «за чутками».
- Светоній обмежується повідомленням про те, що Цезар погодився дати новонародженому сину Клеопатри своє ім'я («дозволивши їй навіть назвати новонародженого сина його ім'ям»).
- Діон Кассій це заперечує: «Клеопатрі, в подяку за допомогу, спрямовану Долабеллі, було даровано право назвати сина царем Єгипту; вона робила вигляд, що цей син, якого вона назвала Птолемеєм, — її син від Цезаря, і тому хотіла називати його Цезаріоном».
- Светоній переказує також негативну думку сучасників Цезаря: згідно з його переказом, цей факт відкидав Микола Дамаський «на підставі заповіту Цезаря, в якому фактично це батьківство оголошується помилковим, не тільки тому, що в заповіті прийомним спадкоємцем був призначений Октавіан, а й тому що час і місце складання заповіту було несумісне з цим батьківством».
- Згодом Марк Антоній стверджував перед сенатом, що Цезар визнав хлопчика своїм сином, і що це відомо Гаю Матію, Гаю Оппію й іншим друзям Цезаря.

### Питання дати народження
Найбільш ранньою згадкою про Цезаріона, якщо мова йде дійсно про цього хлопчика, є фраза з листа Цицерона від 1 травня 44 г .: «… що стосується цариці, — я хотів би, і навіть щодо цього Цезаря…».
Найперше дійсно надійне свідоцтво про Цезаріона з Єгипту — це вже саме проголошення його царем-співправителем Клеопатри після смерті її чоловіка-брата Птолемея XIV, після того, як цариця повернулася з Риму. Це сталося не раніше кінця липня 44 року. Єдині точно датовані згадки про її спільне правління з Цезаріоном відносяться до 9 і 11 рр. правління Клеопатри, тобто, до 43 і 41 років до н. е.
44 рік як дату народження побічно підтверджує свято в честь вступу Цезаріона в Ефеб в квітні 30 року, чого єгипетські греки зазвичай удостоювалися після досягнення 14 років (в той же день надів чоловічу тогу Антілл, син Антонія і Фульвії).
Дата 23 Пайн (23 червня 47 року до н. е.) Приймається як дата народження Цезаріона на підставі однієї археологічної знахідки. Це стела з Мемфіса, яка нині зберігається в Парижі, з демотичним текстом клопотання за мертвого, датованого «в п'ятому році, 23 Пайн, в день свята Ісіди і день народження царя (фараона) Цезаря». Якщо трактувати «п'ятий рік» як позначення терміну правління Клеопатри, то оскільки вона прийшла до влади в 51 році, то напис датується 47 роком і в ній зазначено той самий день, коли Цезаріон з'явився на світ . Однак в 47 році Цезаріона не могли називати «фараоном», оскільки ним до 44 року був його юридичний батько-дядько Птолемей XIV. Можливо, «п'ятий рік» відраховується від початку правління самого Цезаріона в 44 м і, отже, напис датується 40 роком; можливі й інші варіанти літочислення, оскільки в Стародавньому Єгипті не було наскрізного календаря. Можливо, це взагалі день народження будь-якого подальшого римського цезаря. Справа ускладнюється тим, що з епохи еллінізму єгиптяни святкували дні народження царів не щороку, але і кожен місяць.
Вчені припускають, що офіційні єгипетські документи із зазначенням дати народження Цезаріона можуть бути підігнані, щоб відповідати можливості Цезаря зачати дитину. За Светонієм, той був ще живий, коли хлопчик з'явився на світ. «Але ця інформація пов'язує народження Цезаріона, з одного боку, з перебуванням Клеопатри в Римі, що вказує на 45 р. або початок 44 р. як час народження Цезаріона — зовсім інший період, ніж називає Плутарх, — і з іншого боку, з дозволом виїхати, який Клеопатра нібито отримала від диктатора відразу після пологів. Так як згідно кореспонденції  Цицерона Клеопатра була захоплена в Римі вбивством, яке сталося в іди березня 44 р, у нас є підстави повністю відкинути помилкову інформацію, наведену Светонием в цьому розділі». Плутарх в життєписі Цезаря передбачає, що Цезаріон народився в Александрії в 47 році, через деякий час після того, як Цезар поїхав з Єгипту до Сирії (в кінці червня / початку травня 47 року, приблизно через дев'ять місяців після того, як зав'язалися його відносини з Клеопатрою). Однак в життєписі Антонія Плутарх пише, що Цезар пологів не застав: що їдучи, той «залишив Клеопатру вагітною».
Обставини оголошення хлопчика сином Цезаря, за припущенням історика, могли бути такі: з вересня 44 р Долабелла, колега Антонія по консульству, отримав вищу владу на Сході, і йому довелося торгуватися за підтримку з Клеопатрою, яка зажадала, щоб він визнав відтепер коронованим царем Єгипту її сина, якого звали Птолемей. Можливо, мова йде про хитромудру угоду, укладену "царицею з партією Антонія в перші місяці 43 р. : Клеопатра створила прийомному синові Юлія Цезаря конкурента в особі так званого рідного сина; а завдяки визнанню Долабелли, здійсненого від імені Антонія і як би ним самим, вона без жодного ризику розділила трон (чоловіча половина якого звільнилася у зв'язку з передчасною смертю її чоловіка Птолемея (XV) з дитиною.

### Співправитель Клеопатри

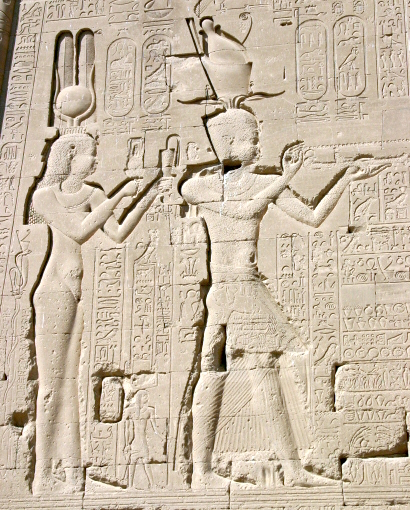
Клеопатра VII і Птолемей Цезар. Храм в Дендері

Незабаром після повернення до Єгипту помер брат-співправитель Клеопатри Птолемей XIV, причому Клеопатру підозрювали в його вбивстві. Клеопатра зробила сина співправителем, і в дендерському храмі є колосальний барельєф Клеопатри, зображеної у вигляді єгипетської богині Хатхор, разом з Цезаріоном в одязі фараона.
Один фаюмський грек приблизно в той же час присвятив від імені цариці Клеопатри і царя Птолемея Цезаря і «їхніх предків» стелу єгипетському богу-крокодилові, за його словами, «прадіду» юного царя. Напис що зберігається в Турині говорить:  «У царювання Клеопатри, богині Філопатор, і Птолемея, який також Цезар, Філопатор, Філометор …»  Дана стела проливає світло на внутрішню обстановку Верхнього Єгипту в той час. Її встановили жерці Амона-Ра-Сонтера у Фівах та інші вищі сановники міста в честь Каллімаха, головного епістата фіванского підрозділи Патірісского нома.
Згідно з текстом, вирізаним на стелі, він по-батьківськи піклувався про Фіви,  «зруйнованих через всіляких сумних обставин», — ймовірно, натяк на розорення Фів Птолемеєм IX Лафуром в 88 році до н. е., — і намагався відновити місто. І потім знову, коли недавно Фіви настиг спочатку голод, а рік по тому чума, він доклав усіх зусиль, щоб полегшити жахливі лиха. Перш за все він подбав про те, щоб релігійні обряди відбувалися в єгипетських храмах належним чином. З напису можна зробити багато різних висновків. По-перше, чиновники Верхнього Єгипту діяли незалежно від двору, чого не було раніше, — внаслідок нехтування царської сім'ї і, можливо, тривалого перебування Клеопатри в Римі. Фіванці на всі лади вихваляли епістратега Меріди і ні словом не згадують царицю і її сина, крім як при датуванні. По-друге, можна зрозуміти, що Птолемей IX Лафур не до кінця знищив стародавню єгипетську столицю; Фіви, навіть упокоренні і зруйновані продовжували існувати.

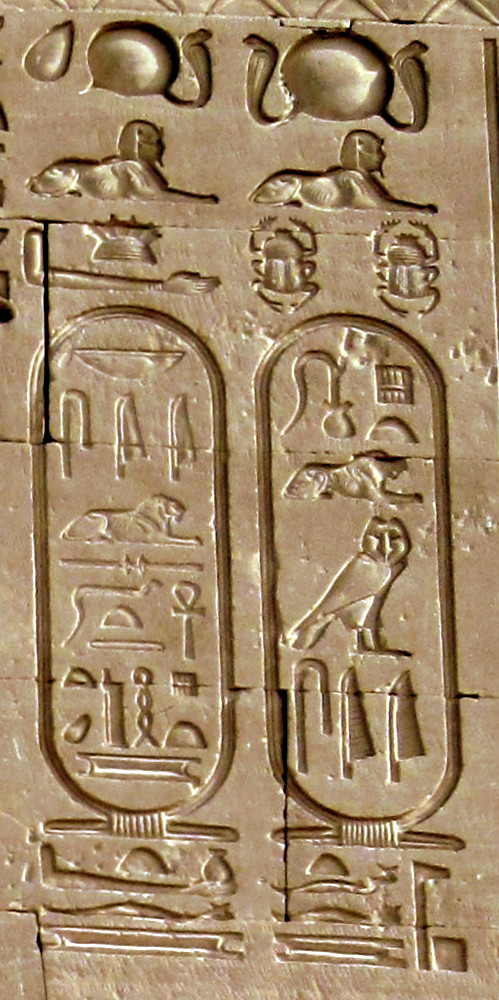
Картуш Цезареона. Храм в Дендері

Ще один напис, що належить до 11-го року Клеопатри, було знайдено в Гераклеополі. Це декрет Клеопатри і Птолемея Цезаря, виданий в день, відповідний 13 квітня 41 року до н. е. Мета декрету полягала в тому, щоб забезпечити дотримання привілеїв, дарованих александрійцям, які жили в Єгипті за межами Александрії і займалися сільськогосподарськими роботами. Це останній відомий нам указ, виданий монархом з династії Птолемеїв.

### Смерть матері і сина
З Єгипту Клеопатра, не втручаючись, спостерігала за широкомасштабною боротьбою, що розігралася в римському світі після смерті Цезаря. Перемога при Філіппах в 42 році до н. е. зробила  Марка Антонія правителем східної частини римського світу. В результаті сам Марк Антоній потрапив під чарівність єгипетської цариці і, залишивши армію, пішов за нею в Александрію і став її багаторічним супутником життя, батьком дітей і фактично співправителем. Фігура хлопчика Цезаріона активно використовувалася в агітаційних цілях в політичній, а потім і у військовій, боротьбі тріумвірів, в протиставленні «рідного» сина Цезаря — з прийомним, Октавіаном. Урешті-решт, Октавіан вторгся в Єгипет і розбив війська Антонія і Клеопатри. Обоє покінчили життя самогубством.
В 30 до н. е., ще коли війська Октавіана підходили до столиці Єгипту Александрії, Клеопатра відправила Цезаріона з великим багатством на південь країни, звідки він мав відплисти в Індію. Але вихователь фараона Родон умовив юнака повернутися, запевнивши, що Октавіан дозволить йому правити Єгиптом.
Кажуть, що, коли Октавіан роздумував, як з ним вчинити, його друг філософ Арій вимовив: «Немає в багатоцезарстві блага …», чим прискорив рішення переможця. Тоді ж ним був страчений старший законний син Антонія (від Фульвії) — Марк Антоній Антіл. Інші діти Антонія і Клеопатри були залишені в живих.